# Thérèse Moreau
Pour les articles homonymes, voir Moreau.
 (juin 2021).
Si vous disposez d'ouvrages ou d'articles de référence ou si vous connaissez des sites web de qualité traitant du thème abordé ici, merci de compléter l'article en donnant les références utiles à sa vérifiabilité et en les liant à la section « Notes et références ».
Thérèse Moreau, née le 19 avril 1943 à Paris, est une écrivaine, féministe, enseignante et grammairienne de nationalité française, également connue pour son engagement en faveur du langage épicène.

## Vie familiale
Ses parents sont instituteur et institutrice. Son grand-père paternel est armurier. Il lui apprend dans son enfance à fabriquer une cartouche, et elle fréquente en cachette le cinéma qu'il possède. Les films inachevés qu'elle voit influencent son désir d'écrire. Sa grand-mère maternelle, Georgette Curriez exerce  une grande influence sur elle[réf. souhaitée].

## Carrière professionnelle
Thérèse Moreau vit aux États-Unis de 1964 à 1977 avec son époux, Eric Hicks, universitaire américain avec lequel elle enseigne aux universités du Kentucky (Lexington) et du Maryland (College Park). Ils militent ensemble pour l'intégration raciale, l'égalité entre femmes et hommes, ainsi que contre la guerre du Viêt Nam. En 1971, elle entre à l'université Johns-Hopkins (Baltimore) où elle étudie avec Michel Serres et Jacques Derrida. Elle fera d'ailleurs son  mémoire de maitrîse avec celui-ci sur Nietzsche et les femmes dans ses œuvres. Elle obtiendra son doctorat en 1978 qu'elle publie sous l'intitulé Le sang de l'histoire : Michelet, l'histoire et l'idée de la femme au XIXe siècle chez Flammarion en 1982.
De retour en France en 1977, elle travaille au CNRS à Paris. En 1979, elle soutient à l'université Blaise Pascal une thèse de troisième cycle dirigée par Paul Viallaneix, consacrée à l'édition du livre de Jules Michelet La Femme. Elle enseigne ensuite à l'université de Valenciennes et du Hénaut-Cambrésis. En 1981, lorsque son mari accepte le poste de professeur ordinaire en littérature médiévale française qu'on lui offre à l'université de Lausanne, elle prend la résolution de se consacrer à l'écriture[réf. souhaitée]. Elle publie en 1988 son premier roman Amanda ou Ce fruit maudit de vos entrailles.
Engagée pour la cause de l'égalité entre hommes et femmes, elle est membre de nombreux comités et écrit de nombreux essais sur le féminisme, et notamment un dictionnaire de la féminisation des professions, titres et des fonctions. Avec son mari, elle traduit le Livre de la cité des dames de l'écrivaine du XVe siècle Christine de Pisan, première femme de lettres de l'histoire à avoir vécu de sa plume. Thérèse Moreau vit actuellement à Pully, Suisse.

## Œuvres

### Œuvres littéraires
- Le Nouveau Dictionnaire féminin-masculin des professions, des titres et fonctions, éd. Metropolis, 1999  (ISBN 2-88340-089-X)
- Dictionnaire féminin-masculin des professions, titres et fonctions électives, avec Mariette Bottinelli, Genève, ed. Bureau de l'égalité entre homme et femme, 1990.
- Le Sang de l'histoire. Michelet et l'idée de la femme au XIXe siècle, Paris, Flammarion, 1982  (ISBN 978-2-08-211131-7)
- Amanda ou Ce fruit maudit de vos entrailles, éd. Métropolis, 1988
- Pour une éducation épicène, éd. Réalités sociales, 1994  (ISBN 978-2881460678)
- Le Grand Livre des recettes secrètes, éd. Métropolis, 1997
- L'élixir d'amour, éd. Métropolis, 1998
- Histoires brèves (nouvelle), éd. Métropolis, 1998
- Vers une éducation non sexiste, avec Silvia Ricci Lempen, éd. Réalités sociales, 1987

### Théâtre
- La vision Christine, Théâtre Saint-Gervais, Genève, 1988
- La continente noire, Zénith, Paris, 1984

### Traductions
- Christine de Pizan
  - Le Livre des faits et bonnes mœurs du roi Charles V le Sage, avec  Éric Hicks, Paris, Stock, 1997,  (ISBN 2-234-02377-7)
  - La Cité des Dames, avec Éric Hicks, Paris, Stock, 1986.
- Abélard et Héloïse, Correspondance, avec Éric Hicks, 2007.